# Bohuslav Vrbenský
Bohuslav Vrbenský (29. března 1882 Opočnice – 25. listopadu 1944 Moskva) byl český stomatolog, novinář a politik, meziválečný ministr a poslanec Národního shromáždění; člen Československé socialistické strany, později zakladatel Neodvislé socialistické strany dělnické a nakonec politik Komunistické strany Československa.

## Biografie
Narodil se v obci Opočnice nedaleko Poděbrad. Studoval na české lékařské fakultě v Praze, promoval v roce 1909. V letech 1904–1906 působil ve funkci předsedy Svazu českého studentstva. Před první světovou válkou patřil k představitelům českého anarchisticko-komunistického hnutí a byl jedním ze zakladatelům Federace českých anarchistů. V letech 1914–1917 byl internován rakouskými úřady.
V dubnu 1918 se mu podařilo převést větší část českých anarchistů do národně socialistické strany. V letech 1918–1920 zasedal v Revolučním národním shromáždění. V parlamentních volbách v roce 1920 získal poslanecké křeslo v Národním shromáždění za socialisty (národní socialisty). Působil ve funkci předsedy jejich poslaneckého klubu.
V té době došlo též k vypracování nového programu strany, který byl podstatným způsobem ovlivněn právě i anarchisty. V tomto novém programu Vrbenský mimo jiné požadoval, aby byla sféra státní moci odloučena od sféry hospodářské. Státní socialismus odmítal a předpokládal, že národ svěří znárodněné výrobní prostředky v držbu a správu bezprostředním výrobcům či jejich odborům, po případě spotřebitelům. Kromě těchto požadavků zde byly i požadavky kulturní, obsahující odluku církve od státu a odcírkevnění škol. S pozdějším odchodem anarchistů ze strany byl tento program v tichosti opuštěn.
Zastával i četné vládní posty. V letech 1918–1919 působil jako ministr výživy lidu ve vládě Karla Kramáře, v roce 1920 byl ministrem veřejných prací v druhé vládě Vlastimila Tusara a v letech 1921–1922 zastával post ministra veřejného zdravotnictví a tělesné výchovy ve vládě Edvarda Beneše. Podílel se mimo jiné na prosazení výstavby a koncepce Státního zdravotního ústavu Republiky československé.
Roku 1923 společně s dalšími bývalými anarchisty hlasoval v Národním shromáždění s komunistickými poslanci proti zákonu na ochranu republiky. Za toto rozhodnutí byl společně s ostatními 3. března téhož roku ze strany vyloučen. Ztratil i poslanecký mandát. Jeho křeslo ve sněmovně jako náhradnice obsadila roku 1923 Otilie Podzimková. V letech 1923–1925 se stal předsedou nově vzniklé Neodvislé socialistické strany dělnické, která byla založena bývalými anarchisty. V roce 1925 vstoupili její členové do KSČ.
V letech 1934–1939 zastával funkci předsedy Svazu přátel SSSR, v letech 1938–1939 byl náměstkem pražského primátora Petra Zenkla. Počátkem nacistické okupace byl krátkou dobu vězněn a po svém propuštění emigroval do SSSR, kde začala jeho úzká spolupráce s Gottwaldovou skupinou. Od ledna 1942 působil jako člen exilové Státní rady československé v Londýně a delegát Československého červeného kříže v SSSR. Podílel se na budování československých jednotek v SSSR.